# Feriale Duranum

## Historia y descripción
El Feriale Duranum es un calendario de observancias religiosas de una guarnición militar romana en Dura-Europos en el Éufrates, Siria romana, bajo el reinado de Alejandro Severo (224-235 d. C.). El pequeño rollo de papiro fue descubierto entre los documentos de una cohorte auxiliar, la Cohors XX Palmyrenorum (vigésima cohorte de los palmiranos), en el Templo de Azzanathkona. El calendario, escrito en latín, está organizado en cuatro columnas, con algunas discrepancias. Ofrece pruebas importantes de la vida religiosa de los militares romanos y el papel del culto imperial en la promoción de la lealtad al emperador romano,  y de la coexistencia de la religión estatal romana y las tradiciones religiosas locales.
Los festivales nombrados incluyen la Quincuatria (una purificación de armas), el aniversario de Roma, la Neptunalia y dos rosalias en las que los estándares militares se adornaban con rosas. El calendario prescribe sacrificios para las deidades de la religión romana tradicional, como la tríada capitolina de Júpiter, Juno y Minerva, así como Marte y Vesta.  Unos veinte miembros de la familia imperial son honrados como divi, mortales deificados, incluso seis mujeres y Germánico, que nunca llegó a ser emperador. Veintisiete de las cuarenta y tres entradas legibles pertenecen al culto imperial. Ni las religiones mistéricas orientales, que se celebraban ampliamente en el Imperio durante este período, ni tampoco los cultos locales, se registran como una observancia oficial del ejército. No obstante el feriale fue hallado en el templo con un dipinto que representaba a un oficial romano ofreciendo incienso a la deidad local Iarḥibol y a romanos, incluso un portaestandarte con el vexillum de la cohorte, de pie ante el altar de los dioses sirios Iarḥibol, Aglibol y Arṣu. También se ha argumentado que los tres dioses representan a los emperadores Pupieno, Balbino y Gordiano III.  Es posible que se haya emitido una copia del calendario a cada unidad en todo el Imperio para promover la cohesión militar y la identidad romana entre tropas de culturas diferentes.
El conjunto de documentos fue descubierto por un equipo de arqueólogos de la Universidad de Yale que trabajaba en Dura-Europos en 1931-1932. Fue publicado por primera vez por R. O. Fink, A. S. Hooey y Walter Fifield Snyder (1940), "The Feriale Duranum", Yale Classical Studies 7: 1–222.

## Lista parcial del texto traducido
En 2011, un facsímil del documento parcial formó parte de la exposición Dura-Europos en Boston College, y contenía la siguiente traducción:

- 19 de marzo, las quincuatrias, una súplica; hasta el 23 de marzo, súplicas

- 4 de abril, por el cumpleaños de Antonio Magno, un buey

- 9 de abril, por la ascensión del divino Pío Severo, un buey

- 11 de abril, por el cumpleaños de Pío Severo, un buey

- 21 de abril, por el aniversario de Roma, la Ciudad Eterna, una vaca

- 26 de abril, por el cumpleaños de Marco Antonino, un buey

- 7 de mayo, por el cumpleaños de la divina Julia Mesa, una súplica

- 10 de mayo (?), por el festival de las rosas de los estándares, una súplica

- 12 de mayo, para las carreras de circo en honor a Marte, a Marte Ultor, un toro

- 21 de mayo, porque el divino Pío Severo fue proclamado como "imperator"

- 24 de mayo, por el cumpleaños de Germánico César, una súplica

- 31 de mayo, por el festival de las rosas de los estándares, una súplica

- 9 de junio, para la Vestalia, a Vesta Máter, una súplica

- 26 de junio, porque nuestro señor Marco Aurelio Severo Alejandro fue nombrado César, un toro

- 1 de julio, porque nuestro señor Marco Aurelio Severo Alejandro, nuestro Augusto fue designado cónsul por primera vez, una súplica

- 4 de julio, por el cumpleaños de la divina Matidia, una súplica

- 10 de julio, por la sucesión del divino Antonino Pío, un buey

- 12 de julio, por el cumpleaños del divino Julio, un buey

- 23 de julio, por el día de la Neptunalia, una súplica y un sacrificio

- 1 de agosto, por el cumpleaños del divino Claudio y del divino Pertinax, un buey cada uno

- 5 de agosto, para las carreras de circo en honor a Salus (diosa romana), una vaca.

- del 14 al 29 de agosto, por el cumpleaños de Mamaea Augusta, madre de nuestro Augusto, una vaca

- del 15 al 30 de agosto, por el cumpleaños de la divina Marciana, una súplica

## Galería de personajes mencionados

### Emperadores

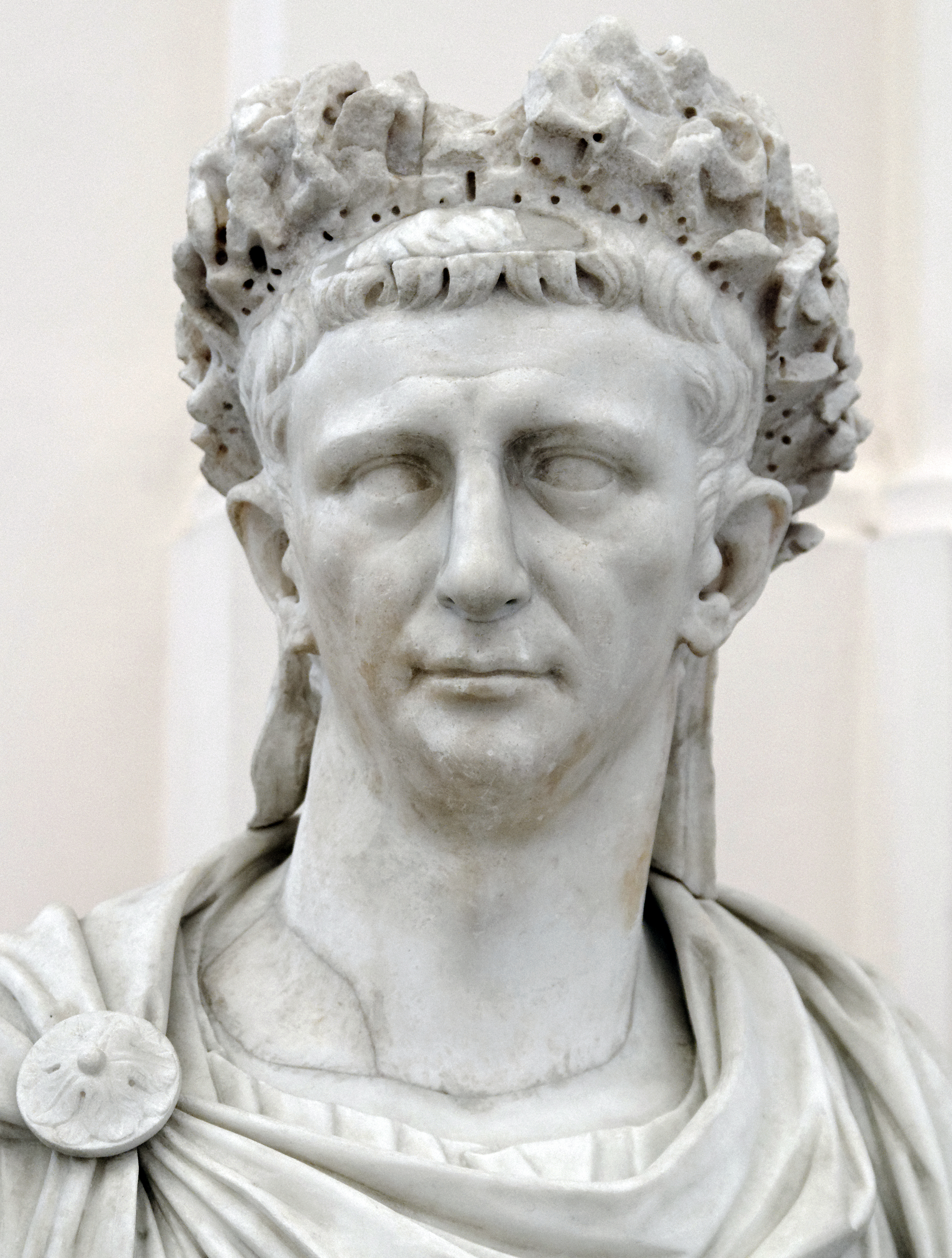
Claudio
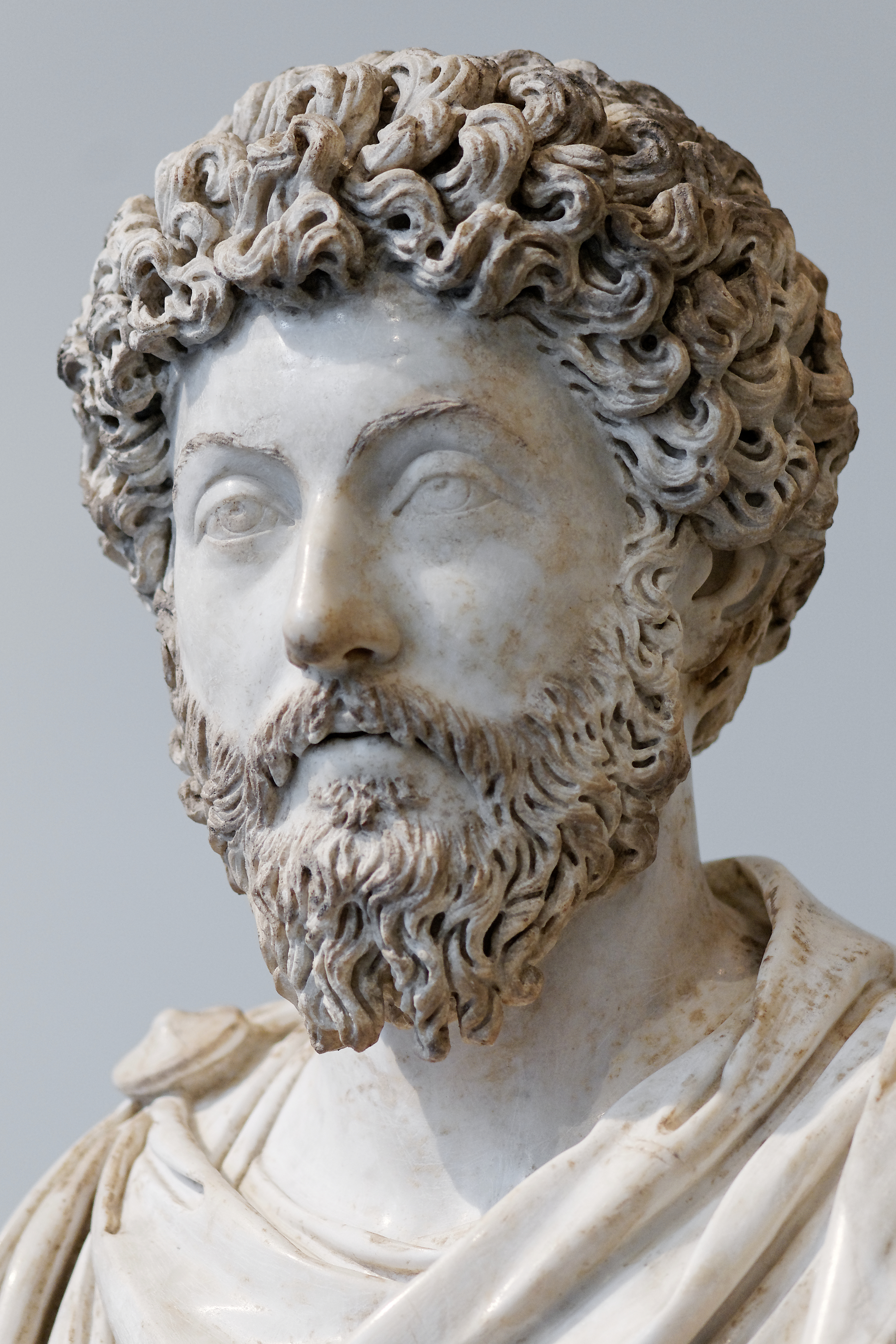
Marco Aurelio
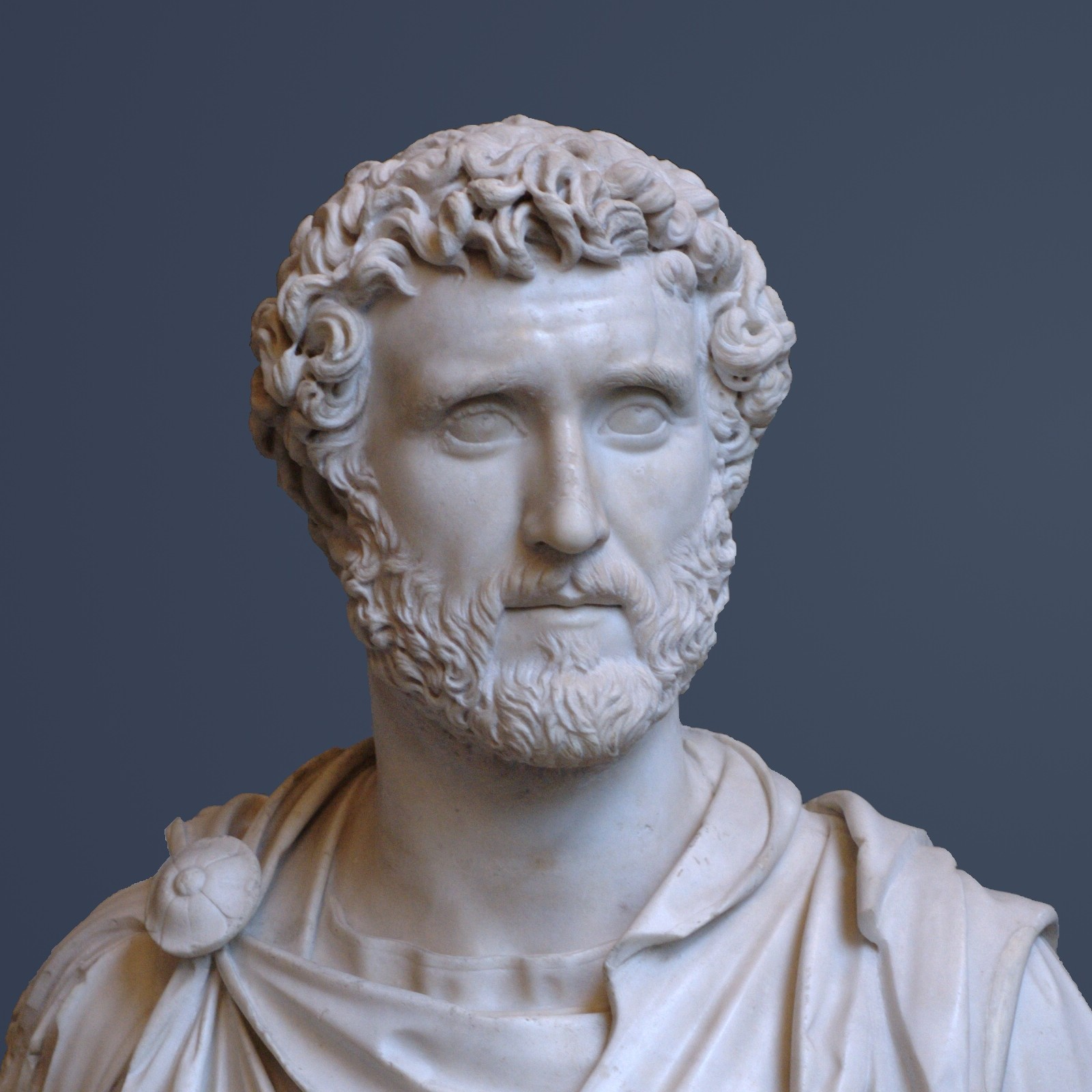
Antonino Pío
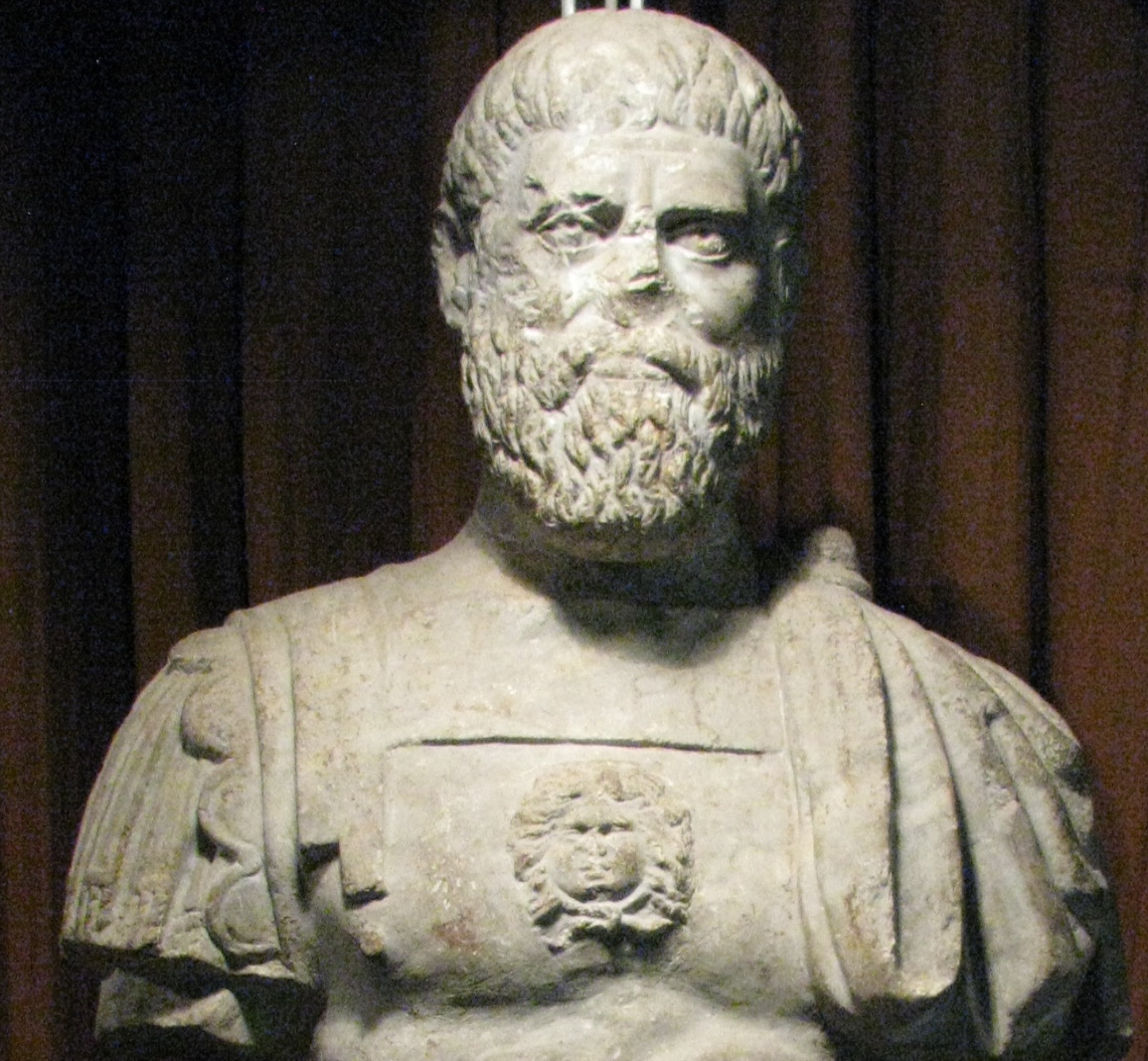
Pertinax
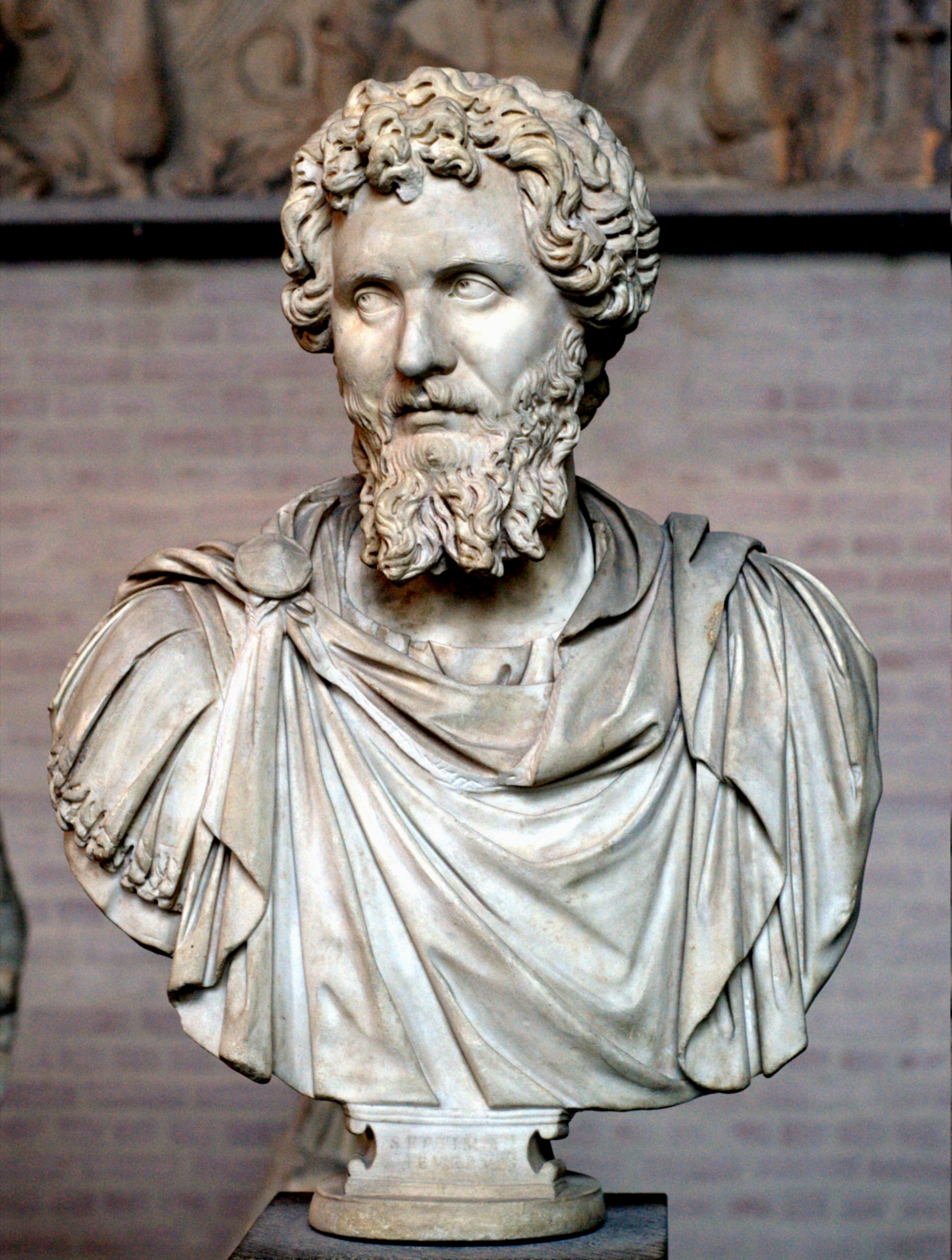
Septimio Severo
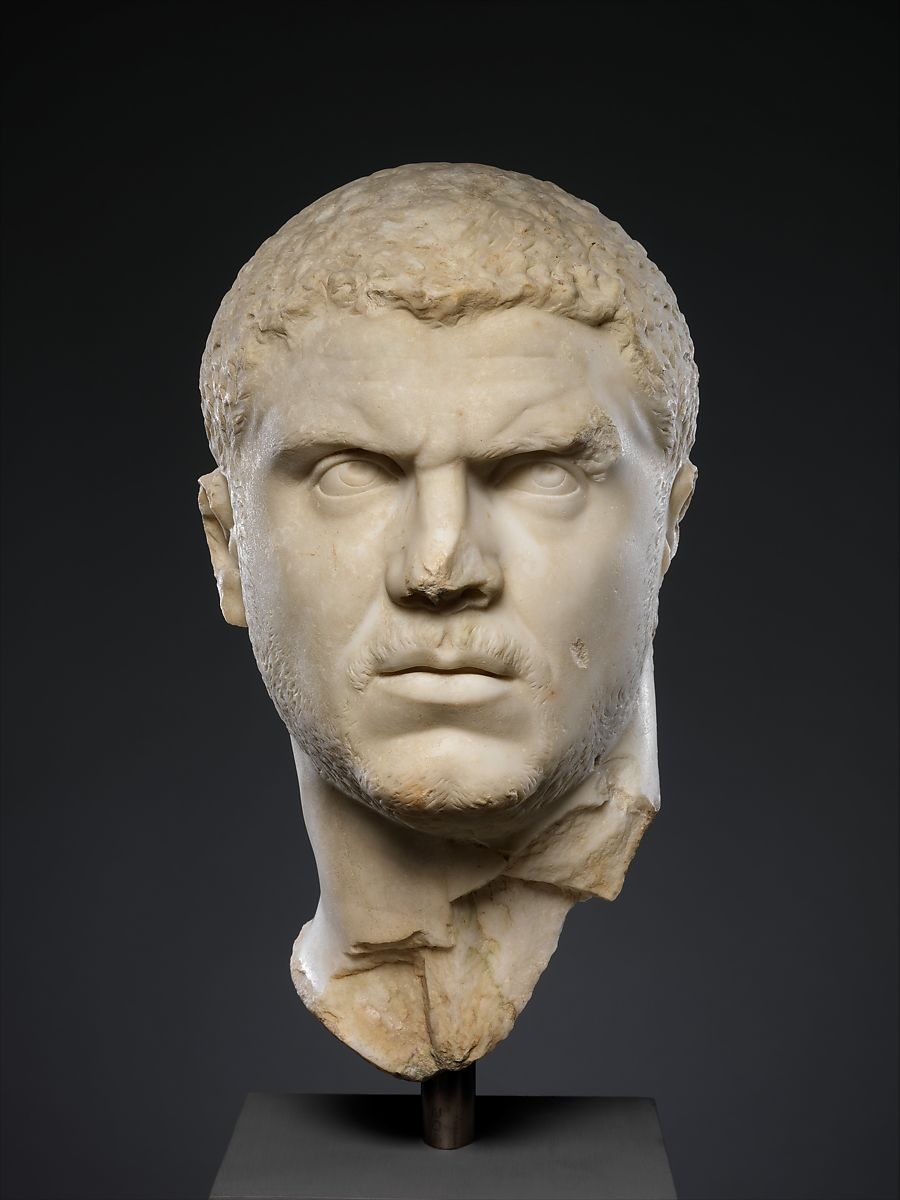
Caracalla
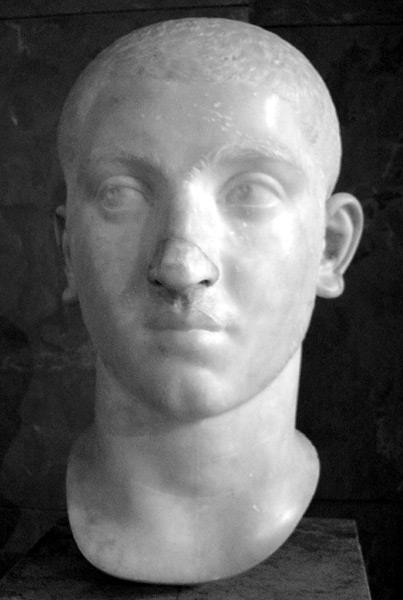
Alejandro Severo

### Dioses

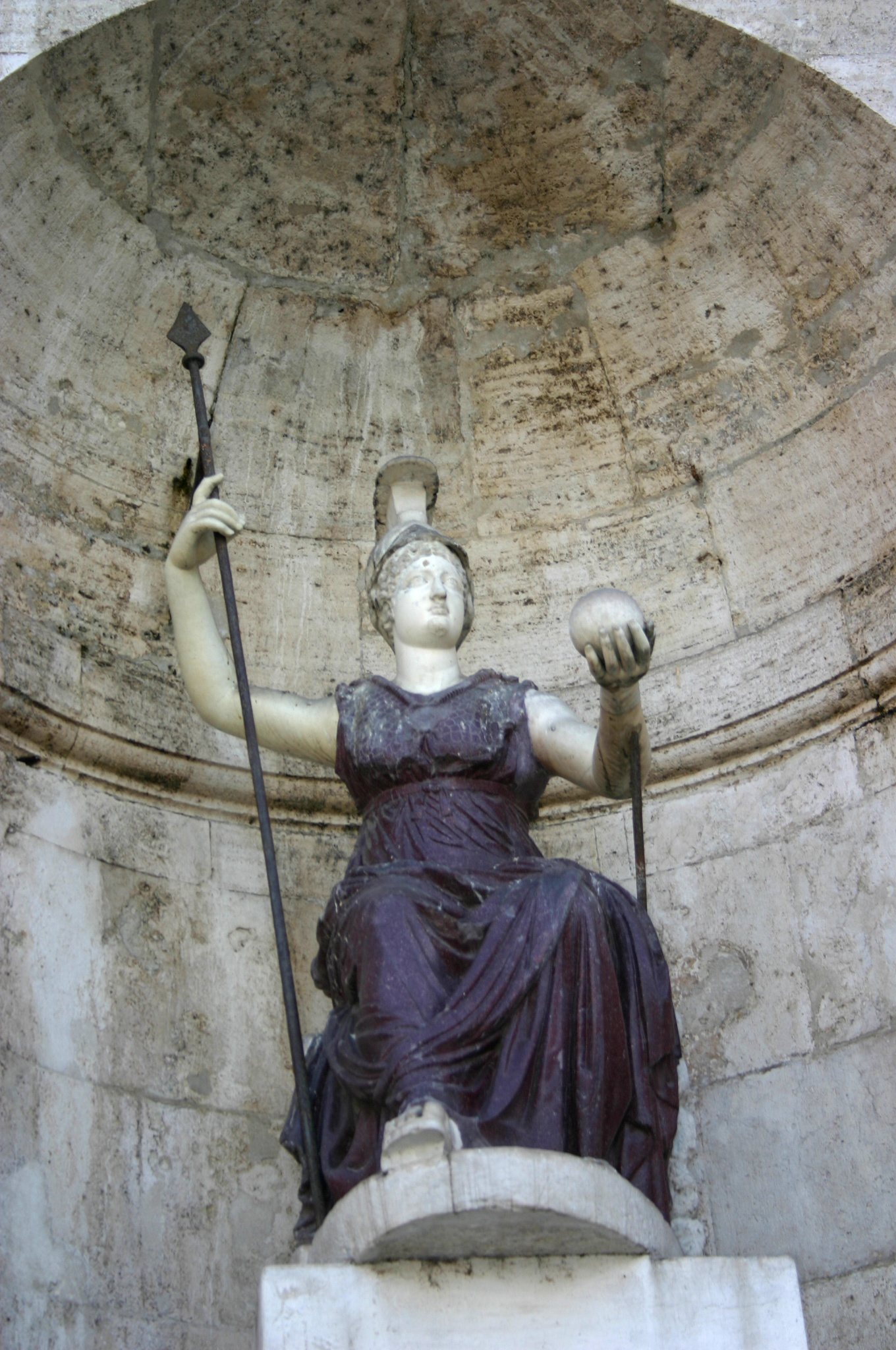
Roma
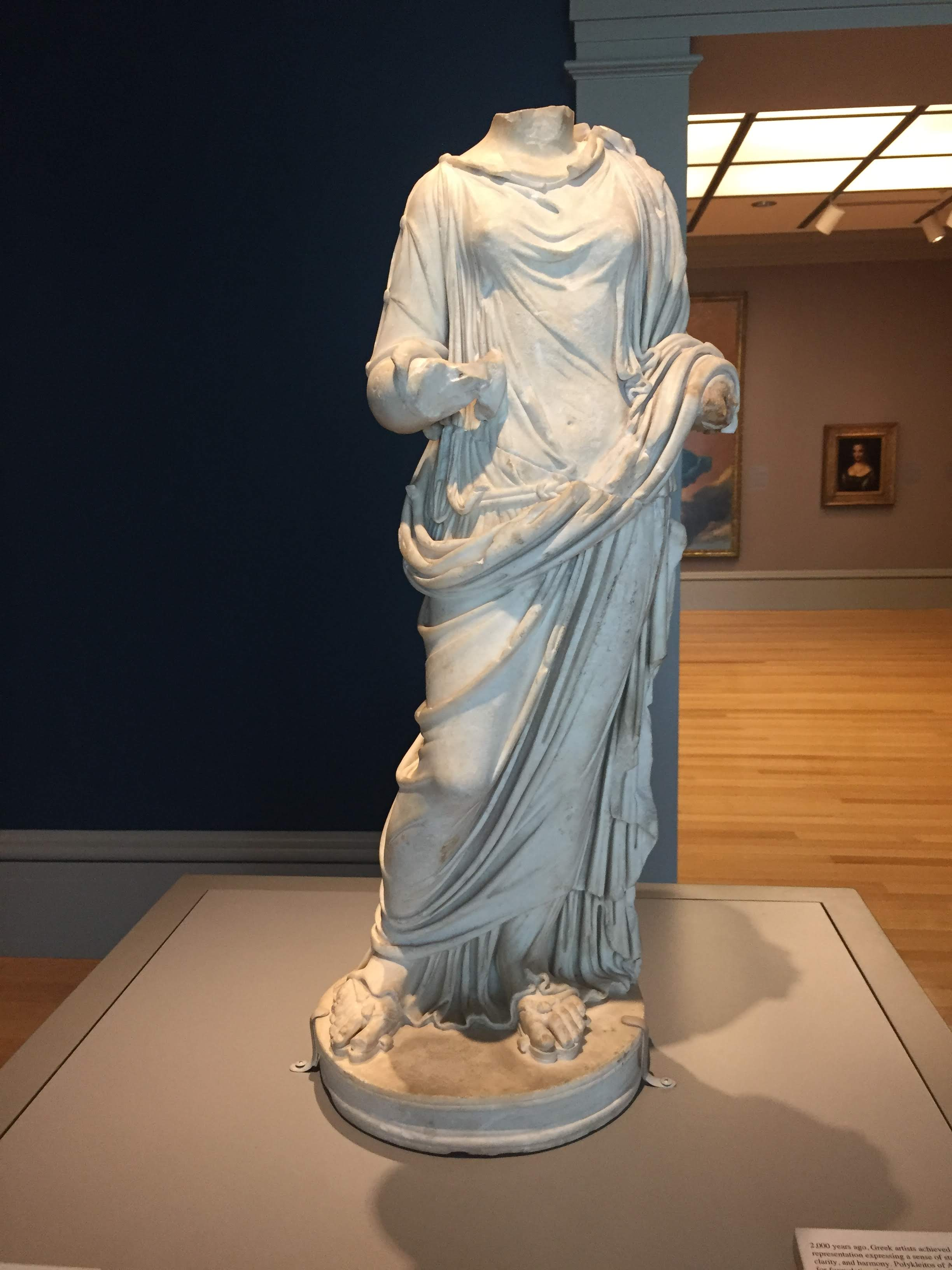
Estatua de Salus
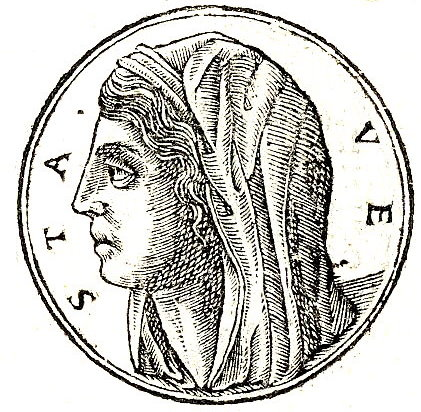
Vesta
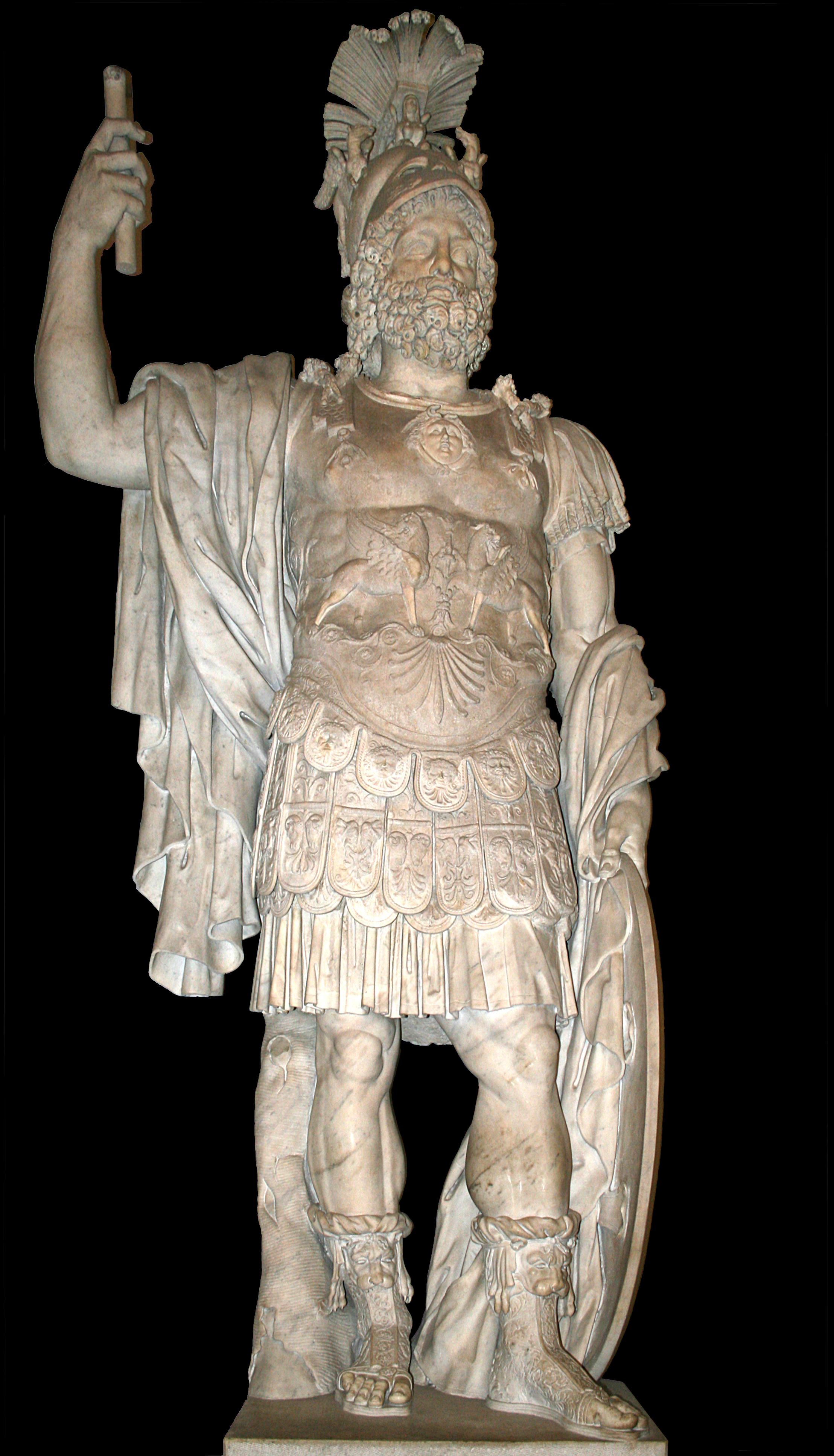
Marte
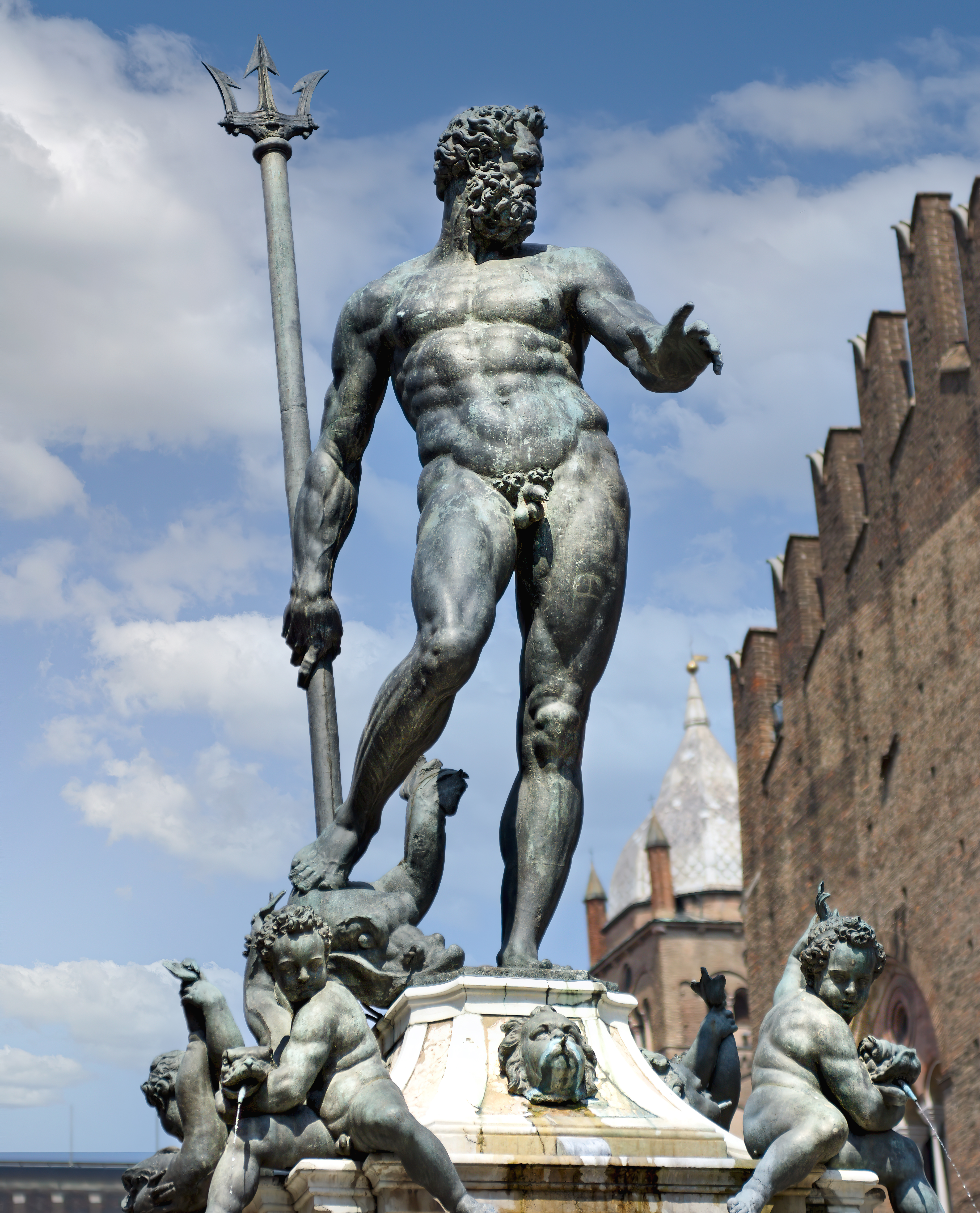
Neptuno

### Otros Personajes

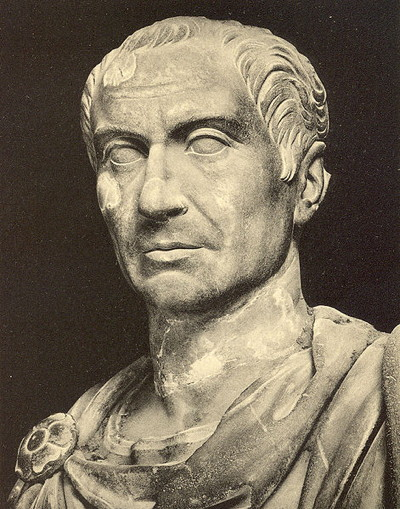
Julio César
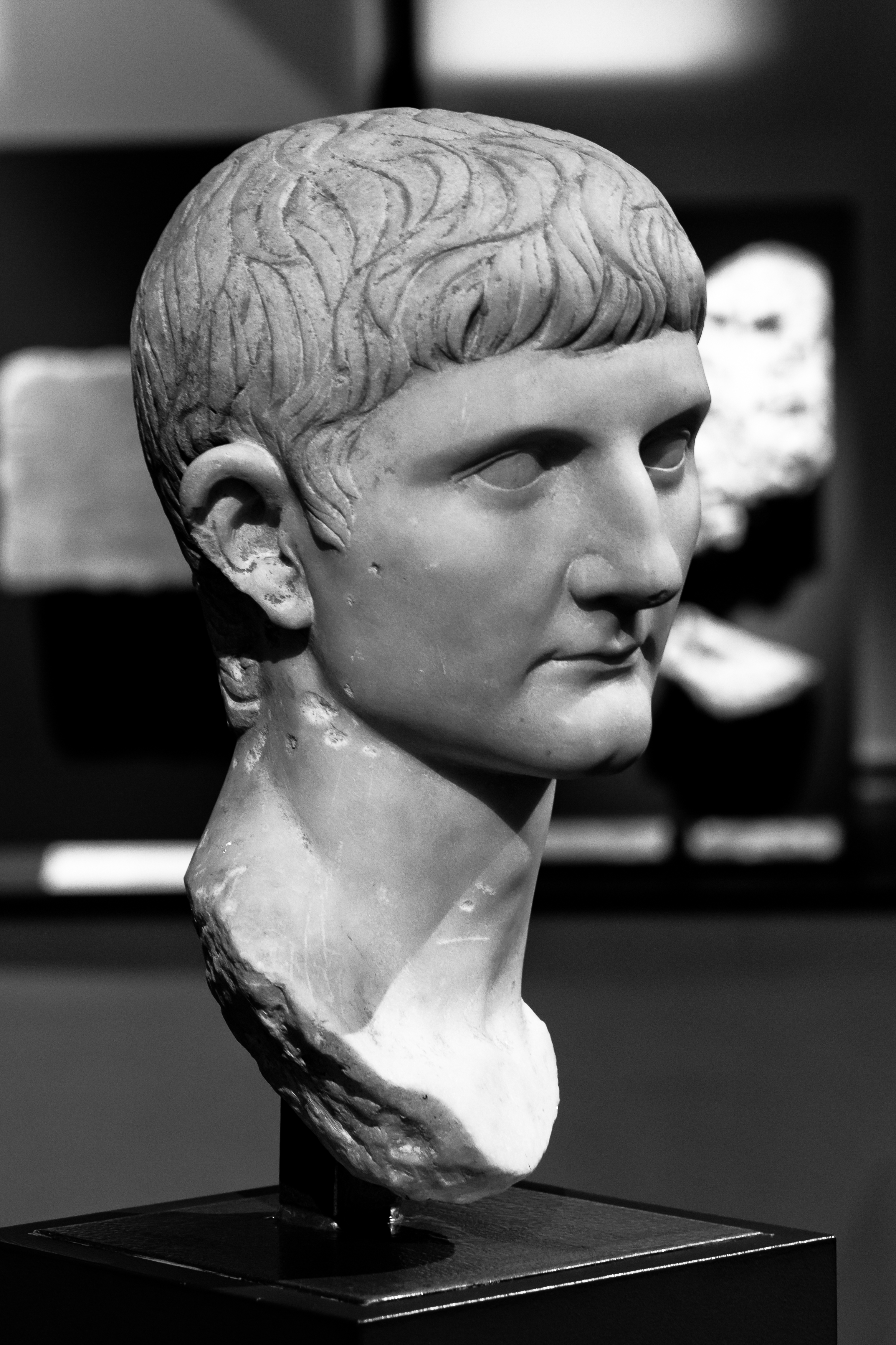
Germánico (hijo adoptivo de Tiberio)
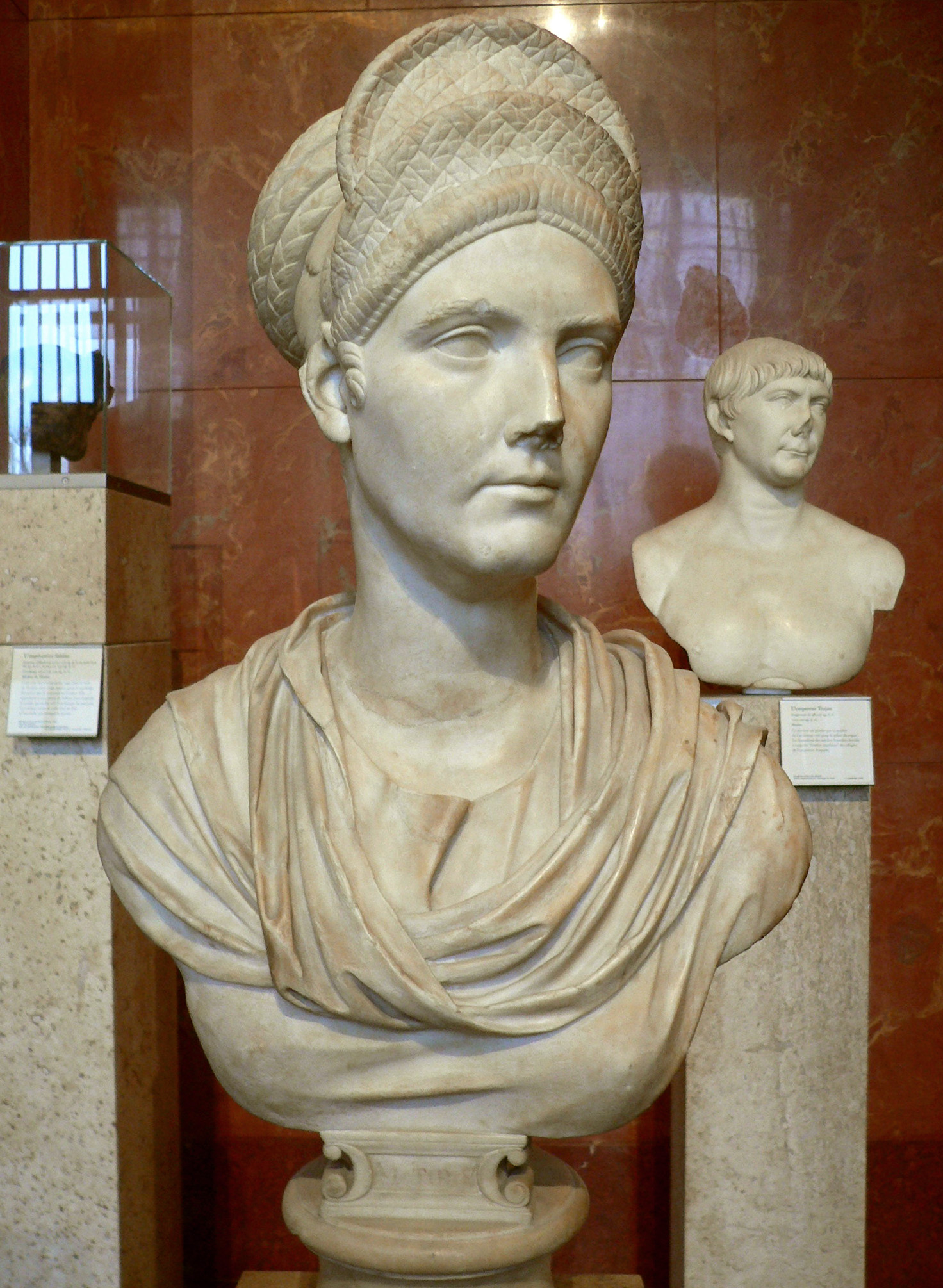
Matidia (sobrina de Trajano)
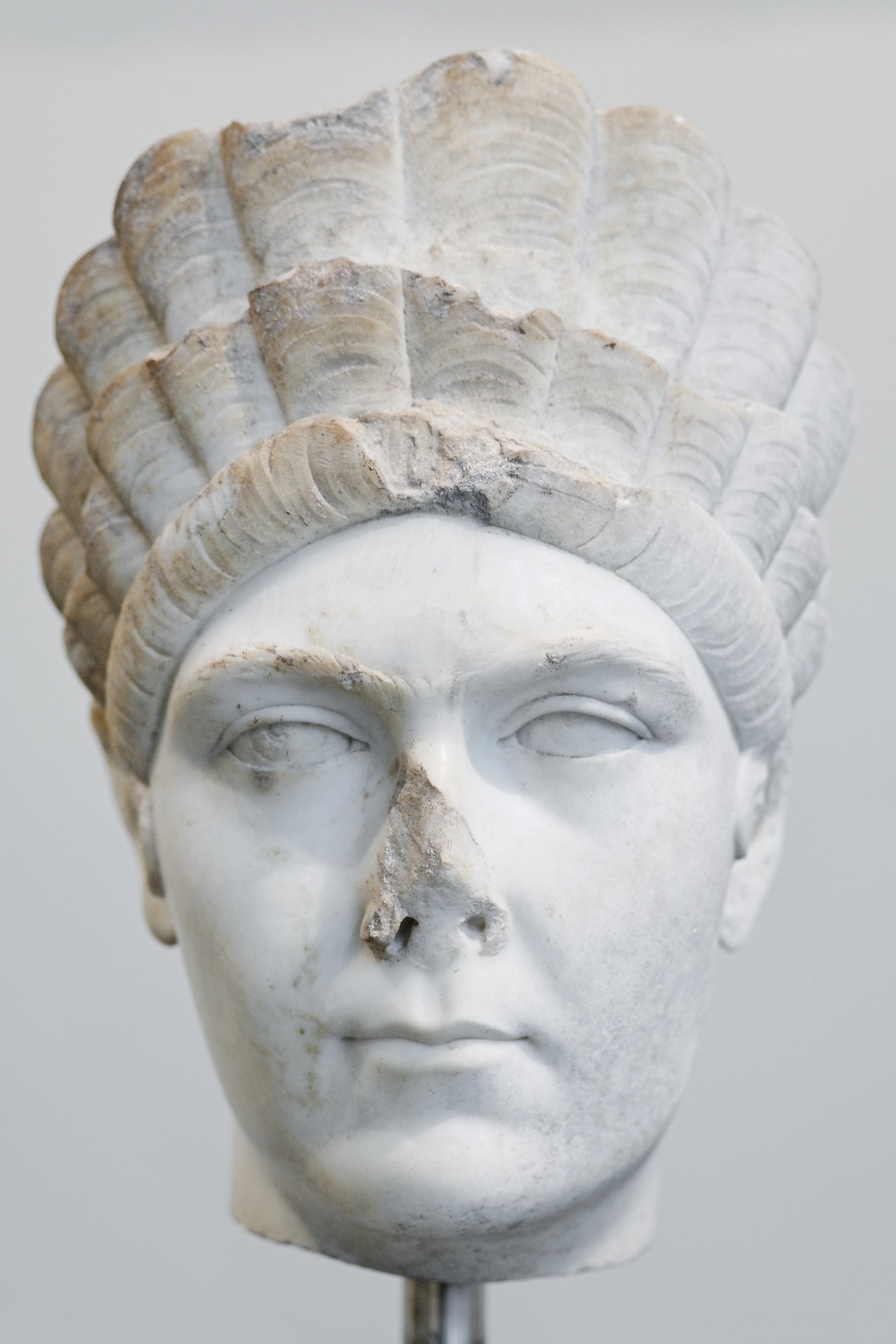
Ulpia Marciana (hermana mayor de Trajano)
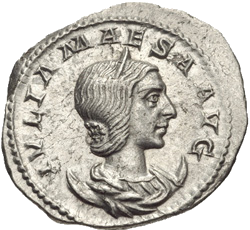
Julia Maesa (madre de J. Mamea)
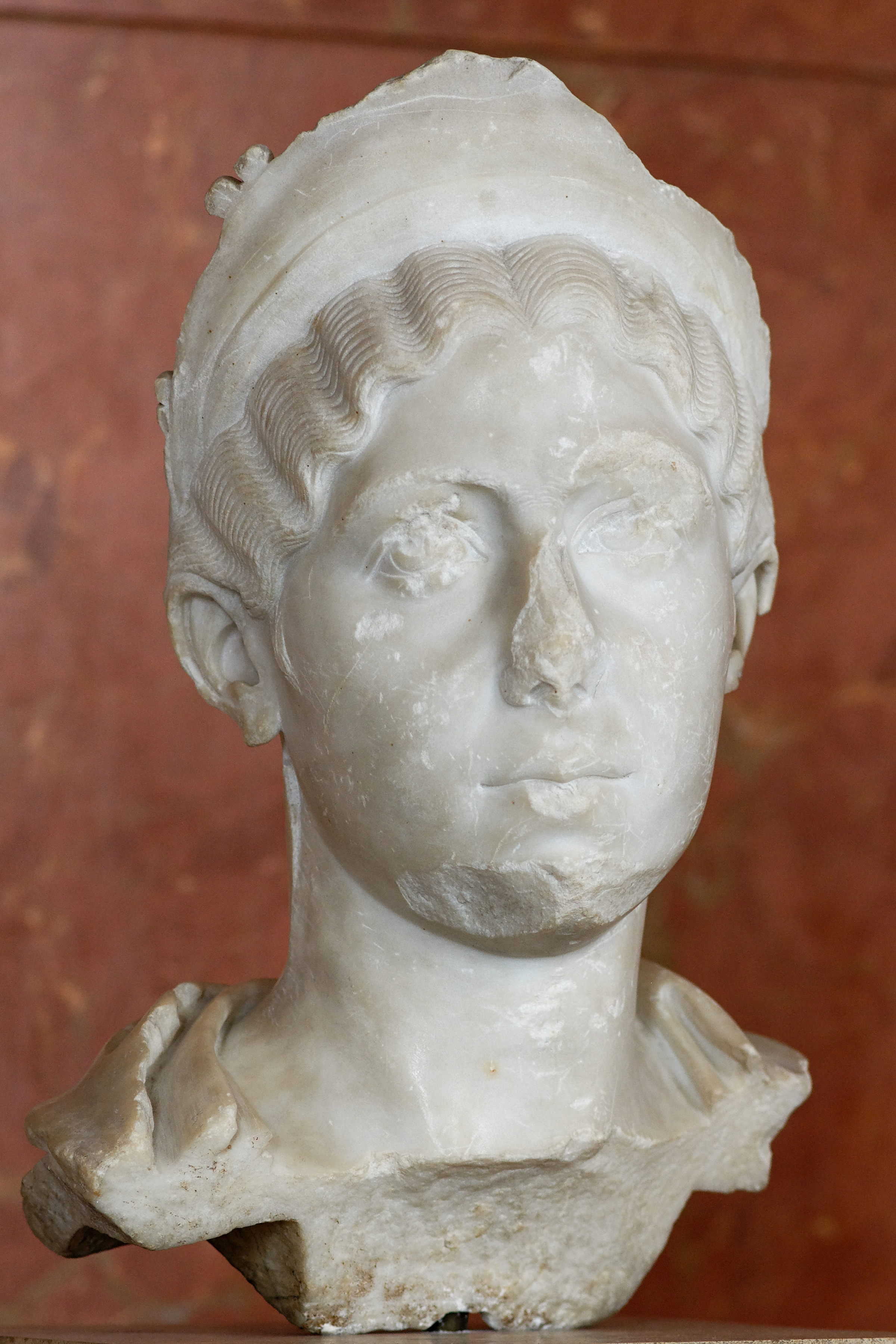
Julia Mamea (madre de Alejandro Severo)